# Moeketsi Majoro
Moeketsi Majoro (født 3. november 1961 i Tsikoane, Leribe i det daværende Basutoland) er en økonom og politiker fra Lesotho. Den 20. maj 2020 blev han udnævnt til sit lands premierminister. Majoro var fra 2017 til 2020 finansminister.
Majoro har en doktorgrad i naturressourceøkonomi og en kandidatgrad i landbrugsøkonomi, begge fra Washington State University, og en bachelorgrad i økonomi fra National University of Lesotho.